# Mönke Bormanjinov
Menko Bormanjinov (russe : Лама Менько Борманжинов, 1855 - 1919) est un lama bouddhiste d'origine kalmouke né dans l’aïmag Bogchrakhine (ru) (aujourd'hui appelé Denissovski) dans le district de Salsk dans l’oblast de l'armée du Don (aujourd'hui oblast de Rostov).

## Biographie
En 1867, à l'âge de 12 ans, Bormanjinov part suivre l'enseignement du lama Djimba Gandjinov afin de devenir moine.
Après la mort du lama Gandjinov en 1869, Bormanjinov étudie sous la direction du lama Sandji Yavanov.
En 1883, Bormanjinov devint bakcha (moine) et revint au[Lequel ?] khouroul (monastère) de Kalmoukie.
Il occupa ce poste jusqu'en 1903, date à laquelle il fut élu lama des Kalmouks du Don et devint chef spirituel de la communauté kalmouke du district de Salsk de l'oblast de l'armée du Don.
Le lama Bormanjinov consolida l'enseignement public parmi les Kalmouks du Don.
Il suivit également l'exemple des lamas Ochir et Arkad Tchoubanov et poursuivit la publication du calendrier lunaire. De plus, avec le lama Lubsan Charab Tepkine, il fut responsable de la publication d'au moins 12 titres de textes sacrés du bouddhisme en langue kalmouke.
En avril 1919, de retour dans son aïmag natal après avoir quitté le camp de réfugiés du Kouban où il avait fui la persécution des bolcheviques, le lama Bormanjinov mourut du typhus.
Son successeur au poste de lama des Kalmouks du Don fut Chourgoutchi Nimgirov.